# Osborn Anderson
Osborn Anderson   (Fredrikstad, 15 d'octubre de 1908 - Lynn, 31 de gener de 1989) va ser un jugador d'hoquei sobre gel estatunidenc que va competir durant les dècades de 1920 i 1930.
Nascut a Noruega, de ben petit es traslladà a viure a Massachusetts, als Estats Units amb els seus pares. De jove jugà a futbol americà i beisbol, però fou en l'hoquei sobre gel on sobresortí més.
El 1931 va guanyar la medalla de plata al Campionat del Món d'hoquei sobre gel i el 1932, en els Jocs Olímpics d'Hivern de Lake Placid, guanyà una nova medalla de plata en la competició d'hoquei sobre gel.
Després dels Jocs Olímpics va passar a jugar a l'Atlantic City Sea Gulls de la lliga d'hoquei Tri-State. Aquesta lliga es convertí en l'Eastern Amateur Hockey League el 1933-1934, una lliga menor per de la NHL. Anderson va romandre a l'EAHL durant 15 anys, on es va guanyar una gran reputació com un dels jugadors més nets de la lliga.